# International Ultraviolet Explorer
El International Ultraviolet Explorer (IUE) va ser un satèl·lit observatori astronòmic principal dissenyat per detectar l'espectre ultraviolat. El satèl·lit va ser un projecte col·laboratiu entre la NASA, el Science Research Council anglès i l'Agència Espacial Europea (ESA). La missió va ser proposada per primer cop a principis de 1964, per un grup de científics al Regne Unit, i va ser llançat el 26 de gener de 1978 a bord d'un coet Delta de la NASA. La vida útil de la missió va ser inicialment de 3 anys, però al final es va ampliar a més de 18 anys, amb l'apagada del satèl·lit en el 1996. L'apagada va ocórrer per raons financeres, mentre que el telescopi va romandre funcionant prop de l'eficiència original.
Va ser el primer observatori espacial en operar en temps real per astrònoms que van visitar les estacions terrestres dels Estats Units i Europa. Els astrònoms van realitzar 104.000 observacions utilitzant el IUE, d'objectes que van des de cossos del sistema solar a quàsars distant. Entre els resultats científics significatius de les dades del IUE van ser els primers estudis a gran escala de vent estel·lar, mesures precises de llum absorbida per la pols còsmica, i mesures de la supernova SN1987A que indicaven que va desafiar les teories de l'evolució estel·lar, ja que es va posar dreta. quan va finalitzar la missió, va ser considerat el millor satèl·lit astronòmic mai construït.

## Història

### Motivació
L'ull humà pot percebre la llum amb longituds d'ona entre aproximadament 350 (violeta) i 700 (vermell) nanòmetres. La llum ultraviolada té longituds d'ona entre aproximadament 10nm i 350nm. La llum UV pot ser perjudicial per als éssers humans, i és fortament absorbida per la capa d'ozó. Això fa que sigui impossible observar les emissions ultraviolades d'objectes astronòmics des de la Terra. Hi ha molts tipus d'objectes que emeten grans quantitats de radiació UV, però: les estrelles més calentes i massives en l'univers poden tenir temperatures de la superfície prou altes que la gran majoria de la seva llum és emesa en UV. Els nuclis de galàxia actius, discs d'acreció, i supernoves, tots emeten molta radiació UV, i la majoria d'elements químics tenen unes fortes línies espectrals en UV, ja que l'absorció UV pel medi interestel·lar proporciona una poderosa eina per a l'estudi de la seva composició.
Astronomia en UV era impossible abans de l'era espacial, i alguns dels primers telescopis espacials eren telescopis UV dissenyats per observar aquesta regió inaccessible de l'espectre electromagnètic. Un èxit particular, va ser el segon Orbiting Astronomical Observatory, que contenia tot un seguit de telescopis de 20 cm en UV a bord. Va ser llançat en el 1968, i va prendre les primeres observacions en UV al voltant de 1200 objectes, majoritàriament estrelles. L'èxit de OAO-2 va motivar als astrònoms considerar missions més grans.

### Concepció

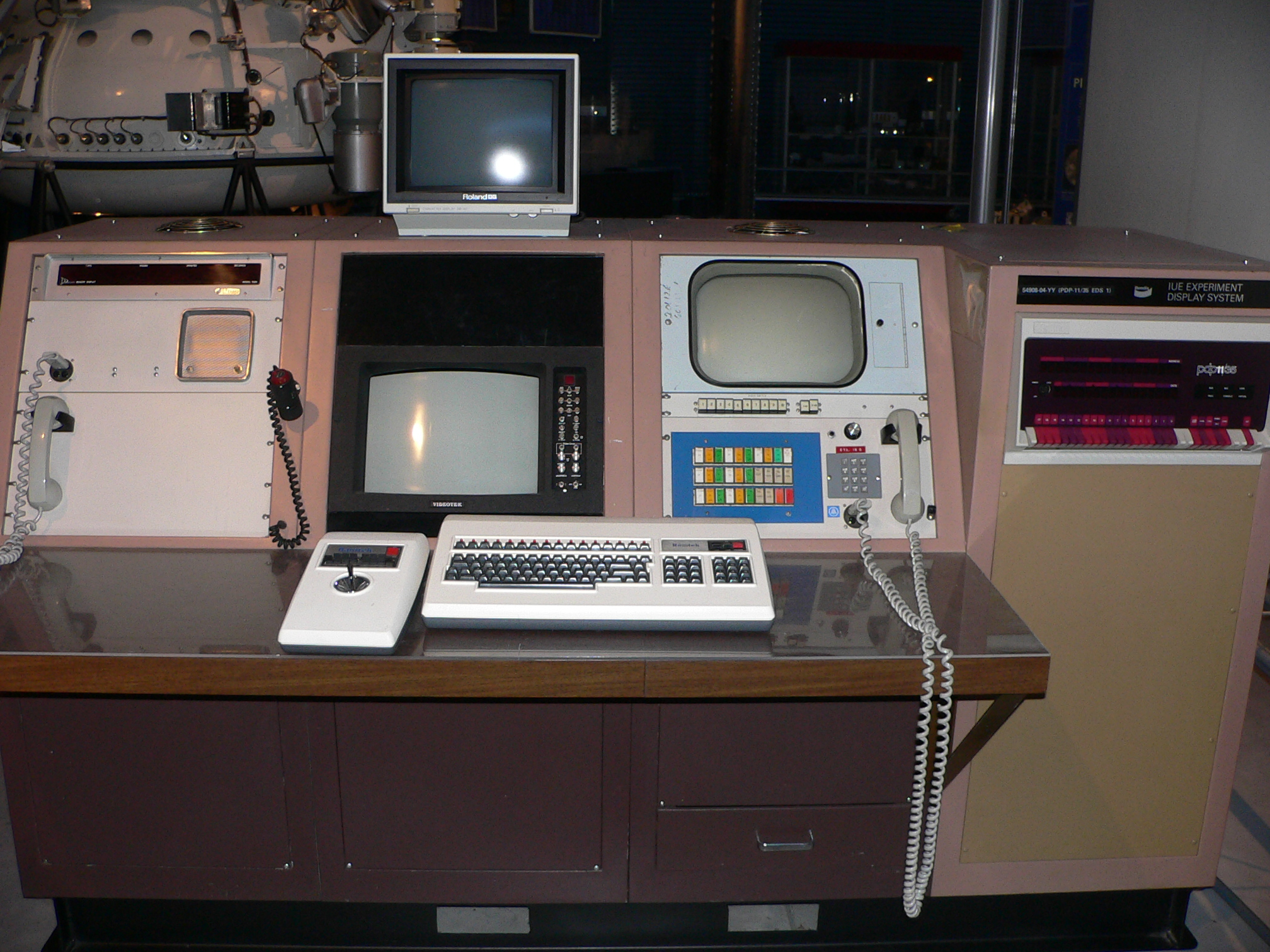
Una unitat de control i visualització del satèl·lit International Ultraviolet Explorer, conservat al Steven F. Udvar-Hazy Center.

El satèl·lit orbital d'ultraviolat que en última instància es va convertir en la missió IUE es va proposar per primer cop en el 1964 per l'astrònom britànic Robert Wilson. L'European Space Research Organisation va realitzar la planificació d'un Large Astronomical Satellite, i havia sol·licitat propostes a la comunitat astronòmica pels seus objectius i el disseny. Wilson va liderar l'equip britànic que va proposar un espectrògraf ultraviolat, i el seu disseny es va recomanar per a l'acceptació en el 1966.
No obstant això, els problemes de gestió i sobrecostos van portar a la cancel·lació del programa LAS en el 1968. L'equip d'en Wilson va reduir els seus plans i va presentar una proposta més modesta a l'ESRO, però no va ser seleccionat, ja que el Cosmic Ray Satellite se li va donar més prioritat. En lloc de renunciar a la idea d'un telescopi d'UV en òrbita, en el seu lloc van enviar els seus plans a l'administrador de la NASA, Leo Goldberg, i en 1973 es van aprovar els plans. El telescopi proposat va rebre el nom de International Ultraviolet Explorer.

### Disseny i objectius
El telescopi va ser dissenyat des del principi per operar en temps real, en lloc de per control remot. Això requeria que fos llançat en una òrbita geosíncrona – és a dir, un amb un període igual a un dia sideri de 23h 56m. Un satèl·lit en una òrbita que roman visible des d'un punt donat de la superfície de la Terra durant moltes hores a la vegada i, per tant, pot transmetre a una sola estació terrestre durant un llarg període. La majoria dels observatoris espacials en òrbita terrestre, com el Telescopi Espacial Hubble, es troben en una òrbita baixa, ja que passen la major part del seu temps en funcionament autònom, i només una petita fracció de la superfície de la Terra pot veure'ls en un moment donat. El Hubble, per exemple, orbita la Terra a una altitud d'aproximadament 600 km, mentre que una òrbita geoestacionària té una altitud mitjana de 36.000 km.
A més de permetre la comunicació contínua amb estacions terrestres, una òrbita geosíncrona també permet que una porció més gran del cel pugui ser vista contínuament. A causa del fet que la distància de la Terra és més gran, la Terra ocupa una part molt més petita del cel com es veu des del satèl·lit que ho fa des de l'òrbita baixa de la Terra.

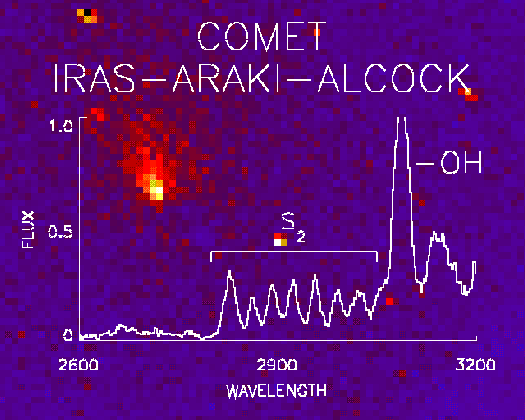
El Cometa IRAS–Araki–Alcock va ser el 7è cometa descobert en el 1983. Aquesta imatge és combinada amb una altra imatge FES mostrant la seva cua difusa i l'espectre redundant de llarga longitud d'ona (long-wavelength redundant o LWR en anglès) que representa les línies d'emissió molecular de sofre (S₂) i hidroxil (OH).

Un llançament en una òrbita geosíncrona requereix molta més energia per a un pes donat de la càrrega útil d'un llançament en òrbita terrestre baixa. Això significava que el telescopi ha de ser relativament petit, amb un mirall primari de 45 cm, i un pes total de 312kg. El Hubble, en comparació, pesa 11,1 tones i té un mirall de 2,4 m. El major telescopi terrestre, el Gran Telescopi Canàries, té un mirall primari de 10,4 metres de diàmetre. Un mirall més petit significa menys potència de recol·lecció de llum, i una menor resolució espacial, en comparació amb un mirall gran.
Els objectius declarats del telescopi en l'inici de la missió van ser:
- Obtenir espectres d'alta resolució d'estrelles de tots els tipus espectrals per determinar les seves característiques físiques
- Estudiar els fluxos de gas dins i al voltant de sistemes binaris d'estrelles
- Observar les estrelles, galàxies i quàsars tènues a baixa resolució, interpretant aquests espectres en funció d'espectres d'alta resolució
- Observar els espectres dels planetes i cometes
- Realitzar observacions repetides d'objectes amb els espectres variables
- Estudiar la modificació de la llum estel·lar causada per la pols i el gas interestel·lar